# Acanthocreagris barcinonensis
Acanthocreagris barcinonensis är en spindeldjursart som beskrevs av Juan A. Zaragoza 2003. Acanthocreagris barcinonensis ingår i släktet Acanthocreagris och familjen helplåtklokrypare. Inga underarter finns listade i Catalogue of Life.